# Incidente del passo di Djatlov
L'incidente del passo di Djatlov (in russo Гибель тургруппы Дятлова?, Gibel' turgruppy Djatlova, lett. Morte della comitiva di Djatlov) avvenne nella Russia sovietica la notte del 2 febbraio 1959, quando nove escursionisti accampati nella parte settentrionale dei monti Urali morirono per cause rimaste sconosciute. Il fatto avvenne sul versante orientale del Cholatčachl', che nella locale lingua mansi significa «montagna morta». Il passo montano della scena dei fatti è stato da allora rinominato «passo di Djatlov» (Перевал Дятлова) dal nome del capo della spedizione, Igor Djatlov (Игорь Дятлов).
La mancanza di testimonianze oculari ha provocato la nascita di molte congetture in merito alle cause dell'evento. Investigatori sovietici stabilirono che le morti erano state provocate da «una forza della natura». Dopo l'incidente, la zona fu interdetta per tre anni agli sciatori e a chiunque altro intendesse avventurarcisi. Lo svolgimento dei fatti resta tuttora non chiaro anche per l'assenza di sopravvissuti.
Gli investigatori all'epoca stabilirono che gli escursionisti avevano lacerato la loro tenda dall'interno, correndo via a piedi nudi nella neve alta e con una temperatura esterna proibitiva, probabilmente attorno ai −30 °C. Sebbene i corpi non mostrassero segni esteriori di lotta, due delle vittime avevano il cranio fratturato, due avevano le costole rotte e a una mancava la lingua. Sui loro vestiti fu riscontrato un elevato livello di radioattività; altre fonti invece ridimensionano fortemente la contaminazione degli abiti, datandola anteriormente alla spedizione, e riferendola solo ad alcuni capi specifici.

## Storia
Alcuni ragazzi avevano formato un gruppo per intraprendere un'escursione con gli sci di fondo attraverso gli Urali settentrionali, nell'oblast' di Sverdlovsk (Свердло́вская о́бласть). Il gruppo, guidato da Igor Djatlov, era composto da otto uomini e due donne; la maggior parte di loro erano studenti e neolaureati dell'Istituto Politecnico degli Urali (Уральский Политехнический Институт, УПИ) oggi Università federale degli Urali. I componenti erano:
1. Igor Alekseevič Djatlov (Игорь Алексеевич Дятлов) capospedizione, 13 gennaio 1936, di anni 23
2. Zinaida Alekseevna Kolmogorova (Зинаида Алексеевна Колмогорова) 12 gennaio 1937, di anni 22
3. Ljudmila Aleksandrovna Dubinina (Людмила Александровна Дубинина) 11 gennaio 1936, di anni 23
4. Aleksandr Sergeevič Kolevatov (Александр Сергеевич Колеватов) 16 novembre 1934, di anni 24
5. Rustem Vladimirovič Slobodin (Рустем Владимирович Слободин) 11 gennaio 1936, di anni 23
6. Jurij Alekseevič Krivoniščenko (Юрий Алексеевич Кривонищенко) 7 febbraio 1935, di anni 23
7. Jurij Nikolaevič Dorošenko (Юрий Николаевич Дорошенко) 12 gennaio 1938, di anni 21
8. Nikolaj Vladimirovič Thibeaux-Brignolles (Николай Владимирович Тибо-Бриньоль) 5 giugno 1935, di anni 23
9. Semёn (Aleksandr) Alekseevič Zolotarëv (Семён (Александр) Алексеевич Золотарёв) 2 febbraio 1921, di anni 38
10. Jurij Efimovič Judin (Юрий Ефимович Юдин) 1937, di anni 22

L'obiettivo della spedizione era raggiungere l'Otorten (Отортен), un monte che si trova 10 chilometri più a nord rispetto al punto in cui avvenne l'incidente. Il percorso scelto, in quella stagione, era valutato di terza categoria, vale a dire la più difficile. Tutti i membri della spedizione avevano alle spalle esperienza sia di lunghe escursioni sugli sci sia di spedizioni di montagna.
Il gruppo arrivò il 25 gennaio in treno a Ivdel', una cittadina che si trova al centro della parte settentrionale della oblast' di Sverdlovsk. Andarono quindi fino a Vižaj (Вижай) l'ultimo insediamento abitato prima delle zone che intendevano esplorare, a bordo di un camion. Il 27 gennaio si misero in marcia da Vižaj verso l'Otorten. Il giorno seguente, uno di loro, Jurij Judin, fu costretto a tornare indietro a causa di un'indisposizione. A questo punto il gruppo si componeva di nove persone.
I diari e le macchine fotografiche ritrovati attorno al loro ultimo campo rendono possibile ricostruire il percorso della spedizione fino al giorno precedente all'incidente. Il 31 gennaio il gruppo arrivò sul bordo di un altopiano e iniziò a prepararsi per la salita. In una valle boscosa depositarono il cibo in eccesso e l'equipaggiamento che sarebbe dovuto servire per il viaggio di ritorno. Il giorno dopo, il 1º febbraio, gli escursionisti cominciarono a percorrere il passo. Sembra che avessero progettato di valicare il passo e accamparsi per la notte successiva dall'altro lato, ma a causa del peggioramento delle condizioni climatiche, che scaturì nell'inizio di una tempesta di neve, la visibilità calò di molto e persero l'orientamento, deviando verso ovest, verso la cima del Cholatčachl'. Quando capirono l'errore commesso, decisero di fermarsi e accamparsi dove si trovavano, sul pendio della montagna, probabilmente in attesa del miglioramento delle condizioni climatiche.

## Le ricerche
Era stato precedentemente concordato che, non appena fossero rientrati a Vižaj, Djatlov avrebbe telegrafato alla loro associazione sportiva. Si pensava che questo sarebbe dovuto accadere non più tardi del 12 febbraio, ma anche quando tale data era trascorsa senza che fosse giunto alcun messaggio, nessuno reagì in quanto un ritardo di qualche giorno in simili spedizioni era una cosa piuttosto normale. Solo quando i parenti degli escursionisti chiesero che fossero organizzati dei soccorsi, il capo dell'istituto mandò un primo gruppo di soccorso composto da studenti e insegnanti volontari il 20 febbraio. In seguito, vennero coinvolti anche la polizia e l'esercito, ai quali fu ordinato di partecipare alle ricerche utilizzando aeroplani e elicotteri.
Il 26 febbraio fu ritrovata la tenda abbandonata sul Cholatčachl'. La tenda era molto danneggiata e da questa si poteva seguire una serie di impronte che si dirigevano verso i boschi vicini sul lato opposto del passo, circa 1,5 km a nord-est, ma dopo 500 metri scomparivano nella neve. Sul limitare della foresta, sotto un grande cedro, la squadra di ricerca trovò i resti di un fuoco, insieme ai primi due corpi, di Jurii Krivoniščenko e Jurij Dorošenko, entrambi scalzi e vestiti solo della biancheria intima. Tra il cedro e il campo furono ritrovati altri tre corpi, Djatlov, Zina Kolmogorova e Rustem Slobodin, morti in una posizione che sembrava suggerire che stessero tentando di ritornare alla tenda. I corpi erano lontani l'uno dall'altro, rispettivamente alla distanza di 300, 480 e 630 metri dall'albero di cedro.
I quattro escursionisti rimasti furono cercati per più di due mesi. Vennero infine ritrovati il 4 maggio, sepolti sotto un metro e mezzo di neve in una gola scavata da un torrente all'interno del bosco sul cui limitare, a mezzo chilometro di distanza, sorgeva il cedro.

Mappa schematica dell'area: le croci rappresentano il luogo di ritrovamento di ogni cadavere

## L'indagine

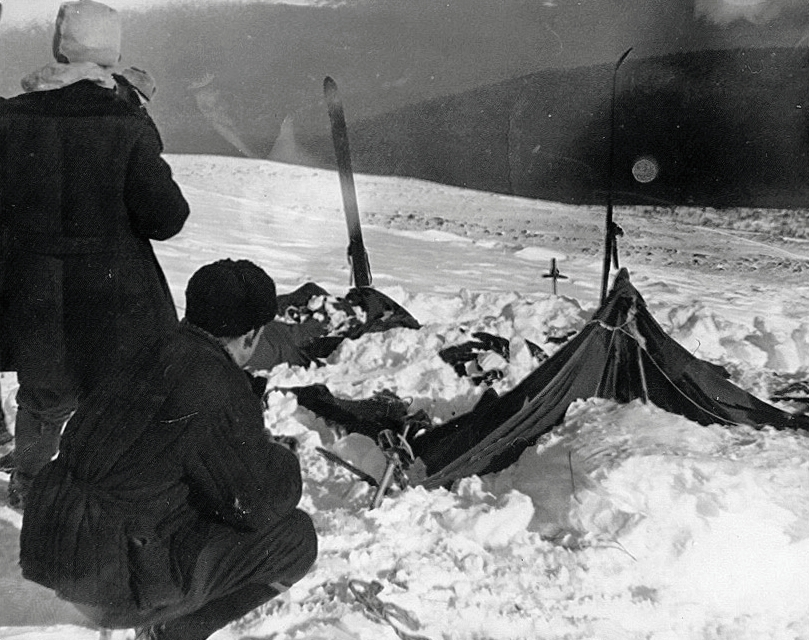
La tenda come venne trovata dai soccorritori il 26 febbraio 1959. La tenda era stata squarciata dall'interno e la maggior parte degli sciatori era corsa via in calzini o a piedi nudi

Dopo il ritrovamento dei primi cinque corpi partì immediatamente un'inchiesta legale. Un primo esame medico non trovò lesioni che avessero potuto condurre i cinque alla morte e si concluse così che fossero deceduti per ipotermia. Il corpo di Slobodin aveva una piccola frattura cranica, giudicata però non così grave da poter essere letale.
L'autopsia dei quattro corpi trovati nel mese di maggio complicò il quadro della situazione: il corpo di Thibeaux-Brignolles aveva una grave frattura cranica e sia Dubinina che Zolotarev avevano la cassa toracica gravemente fratturata. Secondo il dottor Boris Alekseevič Vozroždennyj (Борис Алексеевич Возрожденный) la forza richiesta per provocare fratture simili era estremamente elevata e la paragonò alla forza sviluppata da un incidente stradale. Da notare che i corpi non mostravano ferite esterne, come se fossero stati schiacciati da una elevatissima pressione e la donna era inoltre priva della lingua, di parte della mascella e degli occhi. In realtà, sia i traumi che la "sparizione" della lingua possono essere facilmente spiegati: la gola dove vennero trovati era sufficientemente profonda per provocare danni di quell'entità in caso di caduta e l'intervallo di tempo trascorso tra la morte e il ritrovamento dei corpi favorì la decomposizione di questi ultimi, come ben visibile dalle foto scattate dai soccorritori.
Inizialmente si suppose che alcuni degli indigeni locali, i mansi, potessero aver attaccato e ucciso gli escursionisti per aver invaso il loro territorio, ma le indagini mostravano che la natura delle morti e la scena ritrovata non supportavano tale tesi; le impronte degli escursionisti, da soli, erano ben visibili e i corpi non mostravano alcun segno di colluttazione corpo a corpo.
Anche se la temperatura era molto rigida (tra i −25 e i −30 °C) con una tempesta di neve che infuriava, i corpi erano solo parzialmente vestiti. Alcuni avevano solo una scarpa, altri non le avevano affatto o indossavano solo i calzini. Una spiegazione di questa circostanza potrebbe essere spiegata da un comportamento chiamato spogliamento paradossale, che si manifesta nel 25% dei morti per ipotermia. In tale fase, che tipicamente si verifica nel passaggio tra uno stato di ipotermia moderato a uno grave, mentre il soggetto diventa disorientato, confuso e aggressivo, tende a strapparsi i vestiti di dosso avvertendo una falsa sensazione di calore superficiale e finendo così per accelerare la perdita di calore corporeo. Dal momento che alcuni corpi vennero ritrovati avvolti in pezzi di vestiti stracciati non appartenenti a loro, si ipotizza che essi vennero tolti ai rispettivi appartenenti dopo la morte, in maniera tale da permettere ai sopravvissuti di coprirsi meglio.
Alcuni giornalisti riportarono le parti accessibili del fascicolo dell'inchiesta che dicevano che:
- sei membri del gruppo erano morti per ipotermia, mentre gli altri tre per una combinazione di ipotermia e traumi fatali;[9]
- non esistevano tracce della presenza di altre persone nella zona né nelle aree circostanti;
- la tenda era stata lacerata dall'interno;
- le tracce che partivano dal campo suggerivano che tutti i membri lo avessero lasciato a piedi, di comune accordo;
- le vittime erano morte tra le sei e le otto ore dopo aver consumato l'ultimo pasto;
- a confutazione della teoria di un attacco da parte dei mansi, il dottor Boris Vozroždennyj affermò che i traumi fatali dei tre corpi non potevano essere stati provocati da un altro essere umano «perché la potenza dei colpi era stata troppo forte e al contempo non aveva danneggiato alcun tessuto molle»;[2]
- analisi forensi avevano mostrato che i vestiti di alcune delle vittime presentavano alti livelli di contaminazione radioattiva.[2]

Il verdetto finale fu che i membri del gruppo erano tutti morti a causa di una «irresistibile forza sconosciuta». L'inchiesta fu ufficialmente chiusa nel maggio 1959 per "assenza di colpevoli". Secondo alcune fonti, i fascicoli furono mandati in un archivio segreto e le fotocopie del caso, con alcune parti comunque mancanti, furono rese disponibili solo negli anni novanta, ma altre smentiscono totalmente questi fatti, affermando che il caso non venne mai secretato e che le parti mancanti consistevano in una busta all'interno della quale c'era solo corrispondenza comune.

### Polemiche sull'inchiesta
- Alcuni ricercatori sostengono che alcuni fatti furono trascurati dalle autorità, forse volutamente ignorati.[3][4]
- Il dodicenne Jurij Kuncevič (Юрий Кунцевич) che in seguito diventò il capo della Fondazione Djatlov di Ekaterinburg, partecipò al funerale di cinque degli escursionisti e ricordò che la loro pelle aveva «un'abbronzatura color bruno intenso».[2]
- I vestiti degli escursionisti avevano un alto livello di radioattività; tuttavia la fonte della contaminazione fu trovata. Si trattava di una prova balistica documentata anche da vari abitanti come “sfera arancione”.[senza fonte]
- Un altro gruppo di escursionisti, che si trovava a circa 50 km a sud del luogo dell'incidente, riferì che quella notte avevano visto delle strane "sfere" arancioni verso nord (cioè in direzione del Cholatčachl') nel cielo notturno.[2] "Sfere" simili furono osservate con continuità anche a Ivdel' e nelle zone adiacenti nel periodo tra febbraio e marzo 1959 da vari testimoni indipendenti, tra cui il servizio meteorologico e membri dell'esercito.[2] Venne poi appurato che le "sfere" fossero lanci di missili balistici R-7.
- Alcuni resoconti suggeriscono che nella zona si trovavano rottami di metallo, che porta a sospettare che l'esercito avesse utilizzato l'area per manovre segrete e potesse essere interessato a un insabbiamento della questione.[2]

## Avvenimenti successivi

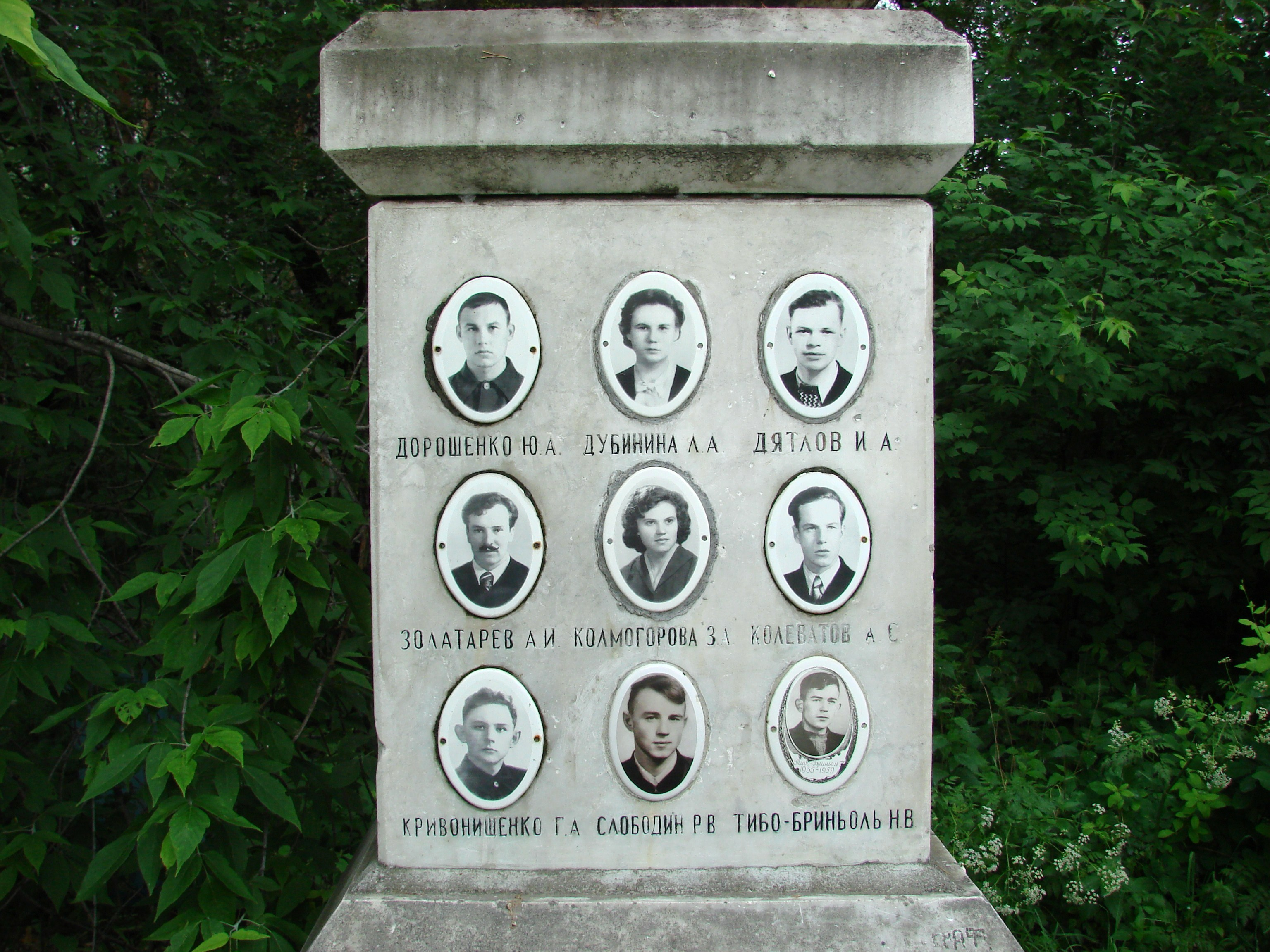
Particolare della tomba di gruppo al cimitero Mikhajlov di Ekaterinburg

Nel 1967, lo scrittore e giornalista di Sverdlovsk Jurij Evgen'evič Jarovoj (Юрий Евгеньевич Яровой) pubblicò il romanzo Высшей категории трудности (Al più alto livello di complessità), ispirato all'incidente. Jarovoj aveva partecipato sia alle ricerche del gruppo guidato da Djatlov sia all'inchiesta con il ruolo di fotografo ufficiale della campagna di ricerca e della fase iniziale delle investigazioni, accumulando così una conoscenza profonda degli eventi. Il libro fu scritto in epoca sovietica, durante la quale i dettagli dell'incidente erano mantenuti segreti, e Jarovoj evitò quindi di aggiungere dettagli che andassero oltre le versioni ufficiali e i fatti notori. Nel libro, l'incidente veniva romanzato e c'era un finale molto più addolcito rispetto ai fatti reali, in quanto solo il capo spedizione veniva trovato morto. Alla morte di Jarovoj, avvenuta nel 1980, tutto il suo archivio, contenente foto, diari e manoscritti, è andato perduto.
Alcuni dettagli della tragedia sono stati resi pubblici nel 1990 in alcuni articoli e discussioni apparsi sulla stampa locale di Sverdlosk. Uno degli autori fu il giornalista Anatolij Guščin (Анатолий Гущин). Guščin scrisse che ufficiali di polizia gli avevano accordato permessi speciali per studiare il fascicolo originale dell'inchiesta e usare tale materiale nelle sue pubblicazioni. Riassunse i suoi studi nel libro Цена гостайны - девять жизней (Il prezzo dei segreti di Stato è di nove vite). Altri ricercatori criticarono il testo per il fatto che si concentrava sulla rischiosa teoria della «sperimentazione di arma segreta sovietica».
Nel 2000, una rete televisiva regionale girò il documentario Тайна Перевала Дятлова (Il mistero del passo Djatlov). Con l'aiuto della troupe del documentario, una scrittrice di Ekaterinburg, Anna Matveeva (Анна Матвеева) pubblicò un romanzo/saggio con lo stesso titolo. Nonostante il suo carattere di testo di narrativa, il libro di Matveeva resta la maggior fonte di materiale documentale disponibile al pubblico riguardo all'incidente.
A Ekaterinburg è stata creata la Fondazione Djatlov, con l'aiuto dell'Università tecnica statale degli Urali, guidata da Jurij Kuncevič. Lo scopo della fondazione è convincere le autorità russe a riaprire il caso e sostenere il Museo Djatlov per perpetuare il ricordo degli escursionisti scomparsi.
Nel 2014, lo statunitense Donnie Eichar presentò una nuova teoria che spiegherebbe l'incidente, secondo la quale quel giorno il passo sarebbe stato flagellato da una "tempesta perfetta". Da questa, grazie alla forma a cupola della "montagna dei morti" si sarebbero sviluppati dei violentissimi mini tornado proprio nei pressi dell'accampamento. Oltre all'assordante rumore, secondo Eichar la tempesta avrebbe generato anche una gran quantità di infrasuoni che, pur se non udibili dall'orecchio umano, hanno un effetto devastante sul corpo umano: avrebbero causato perdita di sonno, mancanza di respiro e un grandissimo panico. L'insieme di questi effetti avrebbe causato la follia e la morte dei ragazzi.
Il 3 febbraio 2019, il governo russo annuncia la riapertura delle indagini sull'avvenimento.
Nel luglio 2020, la Procura generale della Regione di Sverdlosk chiude definitivamente il caso affermando che la causa della tragedia è da ascriversi a una valanga, che travolse il campo dove si era accampato il gruppo, che si trovava in un punto in pendenza ad alto rischio di fenomeni di questo tipo.

## La ricostruzione di Johan Gaume e Alexander M. Puzrin
Il 28 gennaio 2021, un articolo su Nature dei ricercatori Johan Gaume e Alexandre Puzrin sembra supportare la tesi della valanga.
In particolare, i ricercatori affermano che la valanga sia stata causata da uno smottamento di neve compatta, avvenuto per scorrimento su uno strato di neve instabile e scivolosa, proprio a monte dell'area che gli escursionisti avevano modificato per allestire il campo. I ricercatori notano che l'inclinazione del pendio ai piedi del quale erano accampati gli escursionisti è di circa 30 gradi, quindi sufficiente a innescare una valanga. Lo scarto temporale di almeno 9 ore tra l'allestimento dell'accampamento e la valanga viene giustificato dalla presenza di venti catabatici che avrebbero portato neve fresca proprio al di sopra del campo, aumentando con il passare delle ore il carico sul cumulo di neve tagliato dagli escursionisti per allestire il campo.
I traumi individuati sui corpi degli escursionisti sembrano compatibili con la caduta di una lastra di neve di quel peso e di quelle dimensioni, soprattutto se si considera che gli escursionisti dormivano su un supporto rigido (gli sci).
Lo studio non spiega il motivo per cui gli escursionisti siano usciti dalla tenda, né perché alcuni siano stati trovati parzialmente svestiti, ma rinvia ad altre ipotesi presentate durante gli anni. Per esempio, le persone che non avevano riportato ferite potrebbero aver pensato di ripararsi tra gli alberi per evitare una seconda valanga, trasportando i feriti per soccorrerli, ma finendo per morire tutti di ipotermia.

## L'incidente nei media
- Nel 2013 esce Il passo del diavolo, un film ambientato ai giorni nostri che basa il suo antefatto sull'incidente del passo di Djatlov.
- Nell'ottobre del 2015, il gruppo russo post-rock/doom metal Kauan pubblica l'album Sorni nai, composto da un'unica canzone della durata di 52 minuti. Il concept di questo album è proprio il susseguirsi degli avvenimenti relativi all'incidente del passo di Djatlov.
- Nel 2015 è uscito un videogioco ispirato ai fatti, chiamato Kholat.[16][17]
- Nel 2023 esce il documentario Il mistero Dyatlov.[18]